# Bophuthatswana
Bophuthatswana (doslova "shromáždění lidu Tswana"), oficiálně Republika Bophuthatswana (tswansky: Repaboleki ya Bophuthatswana; afrikánsky: Republiek van Bophuthatswana), byl bantustan ("domovina"; oblast vyčleněná pro určité etnikum) a nominální parlamentní demokracie v severozápadní části Jihoafrické republiky. Sídlem vlády Bophuthatswany bylo Mmabatho. Území bantustanu vzniklo vyčleněním různých území z Kapska, Oranžského svobodného státu a Transvaalu
Historický význam Bophuthatswany je dvojí: jednak šlo o první oblast, která se prohlásila nezávislým státem, jehož území se skládalo z rozptýlené mozaiky jednotlivých enkláv, jednak události, které se zde udály během posledních dnů existence státu, vedly k oslabení a rozštěpení krajně pravicového afrikánského odporu proti demokratizaci Jižní Afriky.
V roce 1994 byla Bophuthatswana opětovně začleněna do Jihoafrické republiky a její území bylo rozděleno mezi nové provincie Severní Kapsko, Severozápadní provincii, Mpumalanga a staronovou provincii Svobodný stát (fakticky se této provincii vrátilo území, které jí patřilo před vznikem bantustanu).

Mapa Bophuthatswany s jejími distrikty a změny jejích hranic